# A Moureira
A Moureira est l'ancien quartier portuaire des marins et des pêcheurs de la ville de Pontevedra (Espagne) où vivait la Guilde des marins, près du fleuve Lérez, de la ria de Pontevedra et de la rivière Gafos. Aujourd'hui, il est intégré au centre de la ville.

## Situation
L'ancien faubourg maritime A Moureira était situé à l'extérieur des remparts, entre la ville fortifiée et le littoral, et s'étendait en arc de cercle le long du littoral, du pont du Bourg à l'embouchure de la rivière Gafos.
Actuellement, il correspond aux vastes espaces urbains riverains de l'ouest de la ville, comme la Propriété de Teucros, et les environs des rues Xan Guillermo, Fonte da Moureira, Campo do Boi, Benito Soto et la place Cornielles de Hollande, et la rue Barca plus au nord ; et les rues Monteleón, Almirantes Matos, Juan Villaverde Barcala, Hermanos Nodales, San Roque de Abaixo, Ribeira dos Peiraos et les places Campo da Torre et Gremio de Mareantes plus au sud.

## Histoire
A Moureira a été créée en tant que faubourg maritime où vivait la guilde des marins de la ville. Le nom vient de moira, du latin muria, la saumure, sale muria utilisée dans le salage des sardines, le sel étant un produit essentiel pour la conservation du poisson. Au  Moyen Âge et la majeure partie de l'ère moderne, le port de Pontevedra était le plus important des Rías Baixas. Au cours de cette période, la ville s'est vu accorder plusieurs privilèges royaux. En 1229, Alphonse IX lui accorde un privilège exclusif pour la production et la distribution de poisson dans tout le royaume, et en 1238, Ferdinand III de Castille lui accorde la fabrication de graisse de poisson. En 1452, Jean II de Castille a accordé à Pontevedra le titre de port de chargement et de déchargement de la Galice, situé sur les trois grands quais de la Moureira de Arriba, où étaient chargées et déchargées les marchandises en provenance de Galice,,. Au XVe siècle, la caravelle Santa María, connue sous le nom de Gallega, a été construite dans les chantiers navals de Pontevedra. Elle a emmené Christophe Colomb à la découverte de l'Amérique en 1492,,.
Le quartier A Moureira a connu son apogée au XVIe siècle, associé à l'art de la salaison et à l'exportation de poisson. Le quartier abritait les installations nécessaires au développement des activités maritimes et portuaires, ainsi que les logements des marins et des pêcheurs. Au cours de ce siècle, l'important volume de sardines pêchées dans la ria de Pontevedra et la facilité avec laquelle elles pouvaient être séchées et salées dans le quartier ont fait de Pontevedra l'un des ports les plus actifs et les plus riches de la péninsule ibérique, où des navires de toute l'Europe faisaient escale,,,,. En 1517, comme symbole de la splendeur de la ville, sous les auspices de la Guilde des marins, la construction de la basilique Sainte-Marie-Majeure a commencé, sa façade étant l'une des premières choses que les marins voyaient de Pontevedra lorsqu'ils arrivaient de la pêche en mer,.
Des quais d'A Moureira partaient les navires à destination des plus importantes enclaves commerciales telles que l'Angleterre ou la Flandre et dans les rues de la ville au XVIe siècle, l'atmosphère urbaine était nettement cosmopolite avec des citoyens aussi divers que des Bretons, des Flamands ou des Portugais,. En 1557, les ordonnances de la ville ont interdit la résidence dans le quartier A Moureira aux résidents qui n'avaient pas un métier directement lié à la mer.

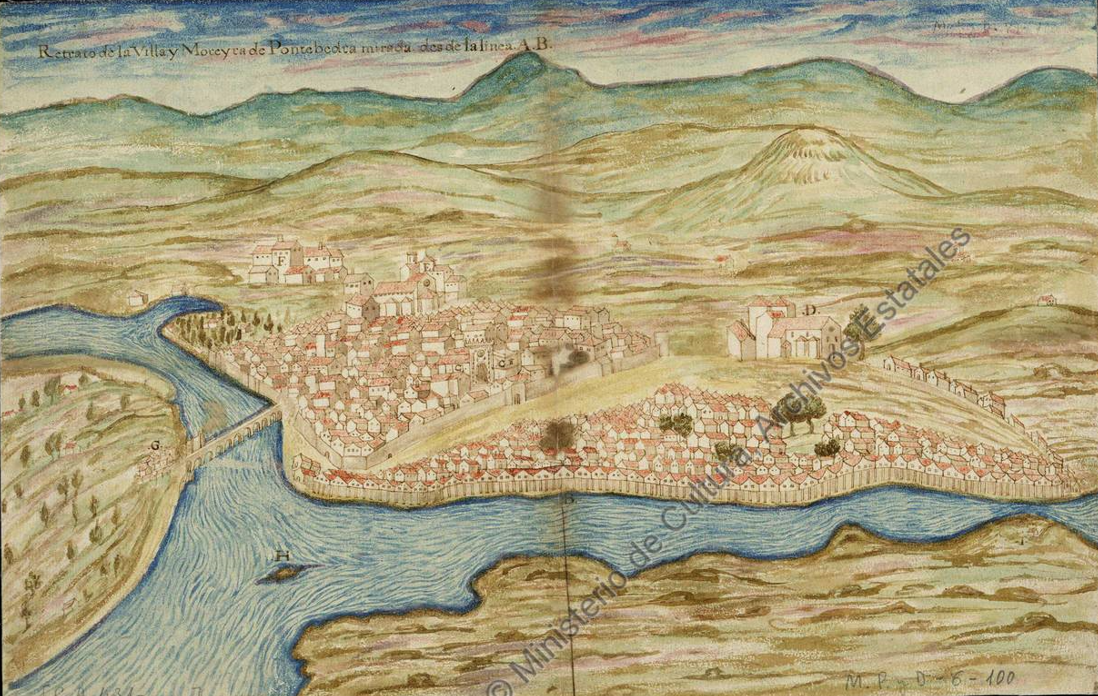
Portrait de Pontevedra et A Moureira en 1595

En 1835, il y avait encore 17 de ces quais en pierre dans A Moureira. La grande modification du littoral de Pontevedra, où se trouvaient les anciens quais d'A Moureira, a commencé en 1900, les faisant disparaître, avec la construction d'une digue en 1905 et des remblais à partir de 1910 depuis le pont du Bourg jusqu'au pont de la Barque et ensuite jusqu'à l'embouchure de la rivière Gafos. C'est là que la nouvelle darse du port de Corvaceiras a été créée au début des années 1910 et la place Gremio de Mareantes a été aménagée sur des terres gagnées sur l'estuaire, qui jusqu'alors n'était pas une terre ferme. Les remblais ont conduit à l'aménagement de l'actuelle avenue Corvaceiras dans les années 1960, qui a fini par servir de périphérique à la ville, près de la ria et du fleuve. Après le boom immobilier des années 1960, la plupart des maisons traditionnelles des Moureiras ont été remplacées par des bâtiments modernes,. En 1989, des travaux ont été entrepris pour transformer la rive du fleuve en une avenue à quatre voies et, dans les années 1990, de grands bâtiments ont remplacé les quelques maisons traditionnelles restantes.

## Description
L'ancien quartier A Moureira était divisé en trois parties correspondant à trois Moureiras : la Moureira de Arriba, la Moureira de la Barca et la Moureira de Abaixo,.
- A Moureira de Arriba était la zone portuaire des marchandises d'où partaient les bateaux chargés de vin Ribeiro, de poisson salé ou d'outils en fer. Les navires accostaient dans cette zone dans le grand estuaire de la rivière Rons[24]. Elle s'étendait de la proximité du pont du Bourg jusqu'aux abords du pont de la Barque, où se trouvaient les chantiers navals et les ateliers liés à la mer. Le poisson salé des pêcheurs et d'autres produits galiciens comme le vin Ribeiro ou le bois étaient distribués dans d'autres pays comme l'Angleterre ou la Flandre.

Dans la rue Xan Guillermo, la voie principale qui relie la Moureira de Arriba à la ville fortifiée, on trouve encore des maisons du XVIe siècle avec des colonnes toscanes.
Sur la Plaza del Muelle, sur la rive nord du centre historique de Pontevedra, au bord de la Moureira de Arriba, se trouvait l'un des plus importants quais de la ville. Aujourd'hui, la place est entourée d'orangers et possède en son centre une fontaine néoclassique en pierre couronnée par la déesse romaine Fama, réalisée par Alejandro Sesmero en 1876.
- La Moureira de la Barque, était située près du quai où se trouvait le bateau qui communiquait avec l'autre côté de la ria et qui a donné lieu plus tard au pont en bois et à l'actuel pont de la Barque. Elle s'étendait jusqu'au côté nord des arènes, où se déroulait l'activité commerciale[19]. La plupart des quais et des chantiers navals s'y trouvaient[26]. Dans son chantier naval, des navires de plus grande longueur et de plus fort tonnage, tels que des galères et des caravelles, étaient construits[19]. Le calvaire à côté du pont de la Barque date du XVIe siècle[27].

- A Moureira de Abaixo était un village de pêcheurs autosuffisant. Elle s'étendait des environs du pont de la Barque et des arènes jusqu'à l'embouchure de la rivière Gafos. C'était le site des quais avec les fabriques de salage du poisson, les entrepôts de sel et un hôpital pour lépreux. Cette Moureira était un village de pêcheurs, dont les maisons remontent aux XVe et XVIe siècles[19],[2].

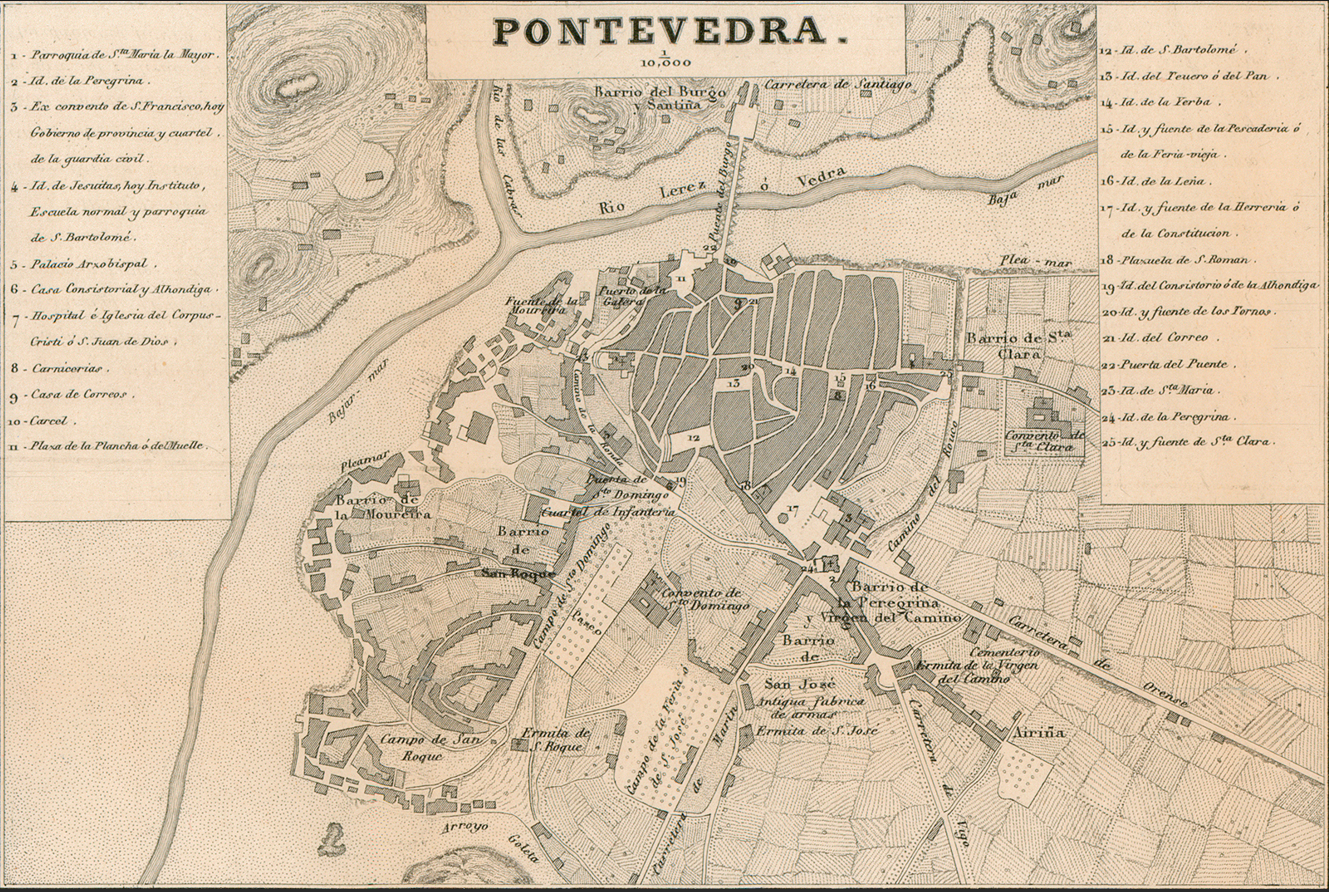
Plan de Pontevedra en 1856 avec le quartier A Moureira à l'ouest de la ville.

Dans A Moureira de Abaixo, la rue la plus typique est la rue Juan Villaverde Barcala. Elle a été préservée presque comme elle l'était il y a deux siècles, avec des maisons typiques et des escaliers taillés dans la roche.
Dans le Campo de la Torre, où travaillaient les pêcheurs et où ils réparaient et séchaient le matériel de pêche, se trouvent depuis 1900 les arènes de Pontevedra et, un peu plus loin, la chapelle Saint-Roch, construite dans une zone très proche des quais en l'honneur de Saint-Roch, protecteur de la peste, pour protéger les habitants de la ville des effets mortels des navires qui arrivaient infectés par la peste. Elle est de style néoclassique et des corbeaux romans ont été ajoutés à son extérieur. Dans la rue Hermanos Nodales se trouvaient certains des entrepôts de sel pour la conservation des sardines. Toujours dans la Moureira de Abaixo, dans la rue Ribeira dos Peiraos se trouvaient les quais situés à l'embouchure de la rivière Gafos. L'ancien hôpital Saint-Lazare, datant du XVe siècle, se distingue dans la rue, avec une petite terrasse en pierre au bout de l'escalier extérieur et de hauts pilastres quadrangulaires. Le bâtiment a été le témoin des différentes épidémies dont a souffert Pontevedra jusqu'au XIXe siècle,.
Les quais (peiraos) des Moureiras étaient constitués d'un escalier central en pierre et de deux plates-formes latérales qui s'avançaient vers l'eau, facilitant le chargement et le déchargement des bateaux, et chacun avait son propre nom. Le quartier était composé de centaines de petites maisons de marins de différents types, d'anciennes résidences de pêcheurs, beaucoup avec leurs terrasses en pierre au bout d'un escalier extérieur et leurs quais correspondants, d'autres avec des combles et d'autres finies en forme de mitre, qui au XVe siècle étaient connues sous le nom de maisons d'outón. Il n'y avait pratiquement pas de rues dans la structure traditionnelle du quartier. L'ensemble des chemins qui reliaient les quais, les maisons et les champs n'étaient pas pavés. L'occupation du terrain était non alignée et dispersée, à l'exception des rues qui communiquaient avec le chemin qui entourait les remparts.
Certains des noms actuels des rues et ruelles des Moureiras sont liés à l'architecture maritime du quartier, comme la Plaza del Muelle, les rues Xan Guillermo (propriétaire d'un des quais du Lérez), Sardina, Hermanos Nodales, Almirantes Matos, Milano de los Mares ou Juan Villaverde Barcala (ancien président de la Guilde des marins).

## Galerie

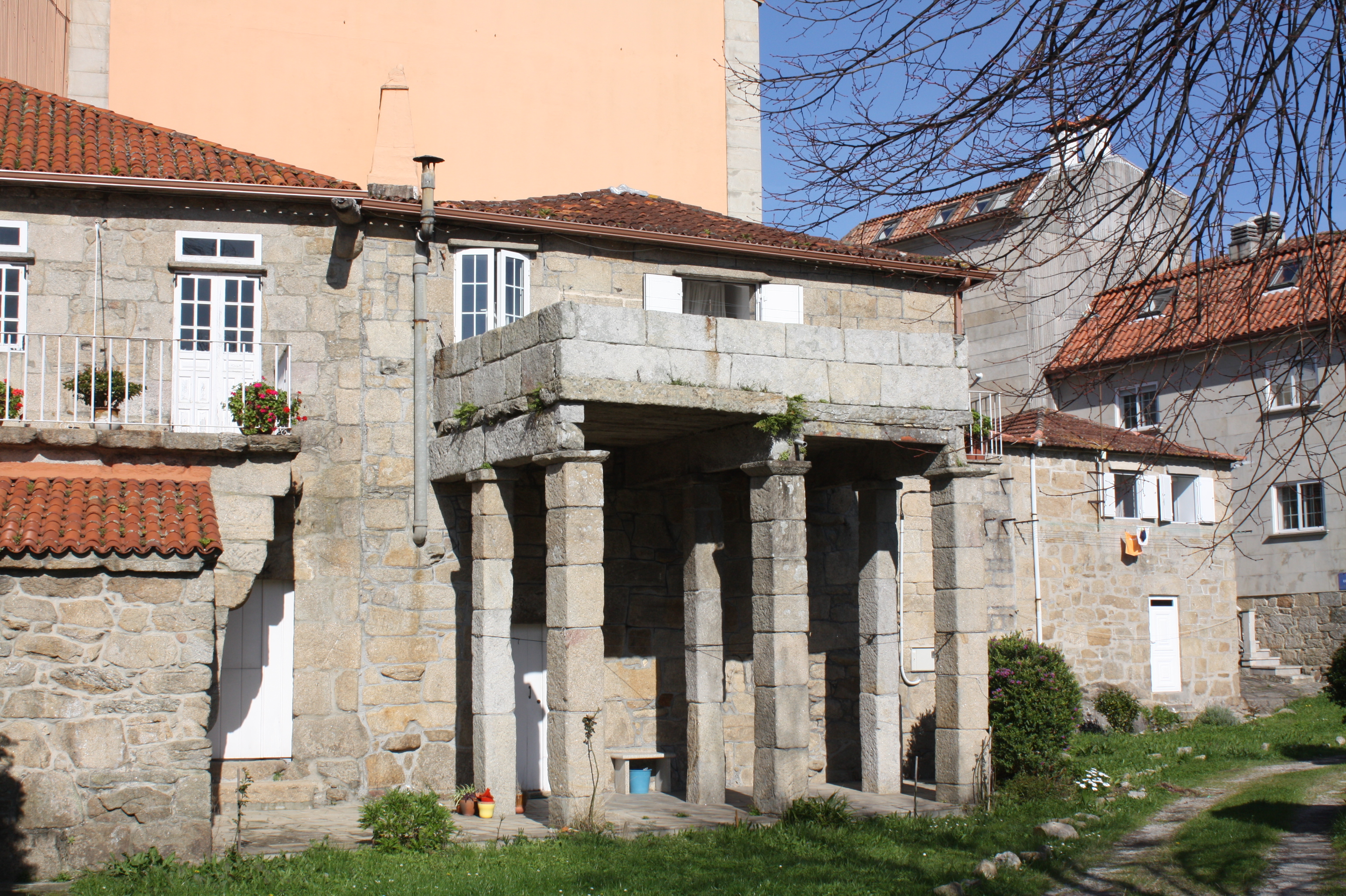
Ancien hôpital Saint-Lazare rue Ribeira dos Peiraos
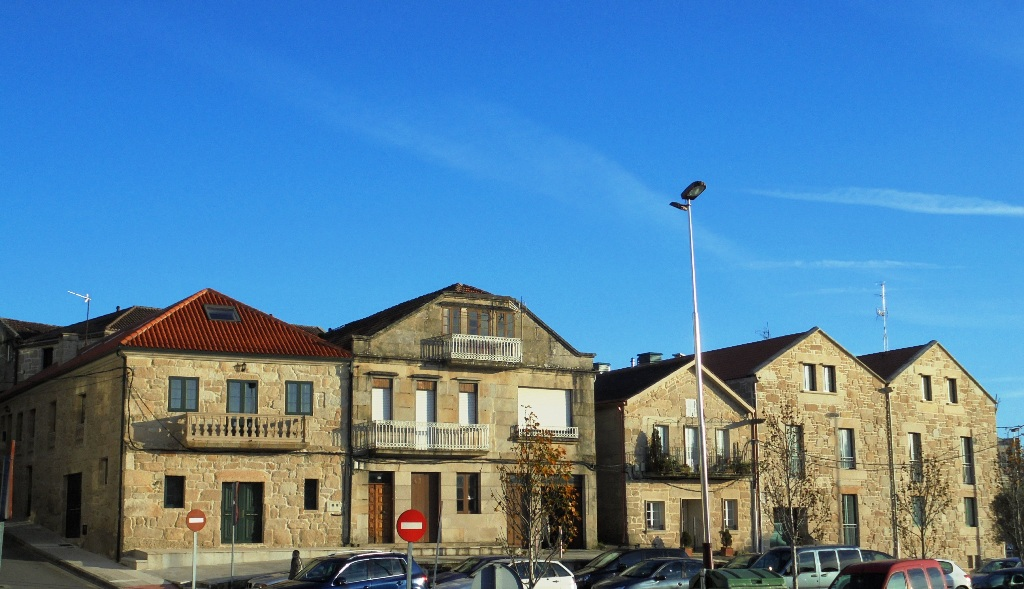
Anciennes maisons de marins de la Moureira
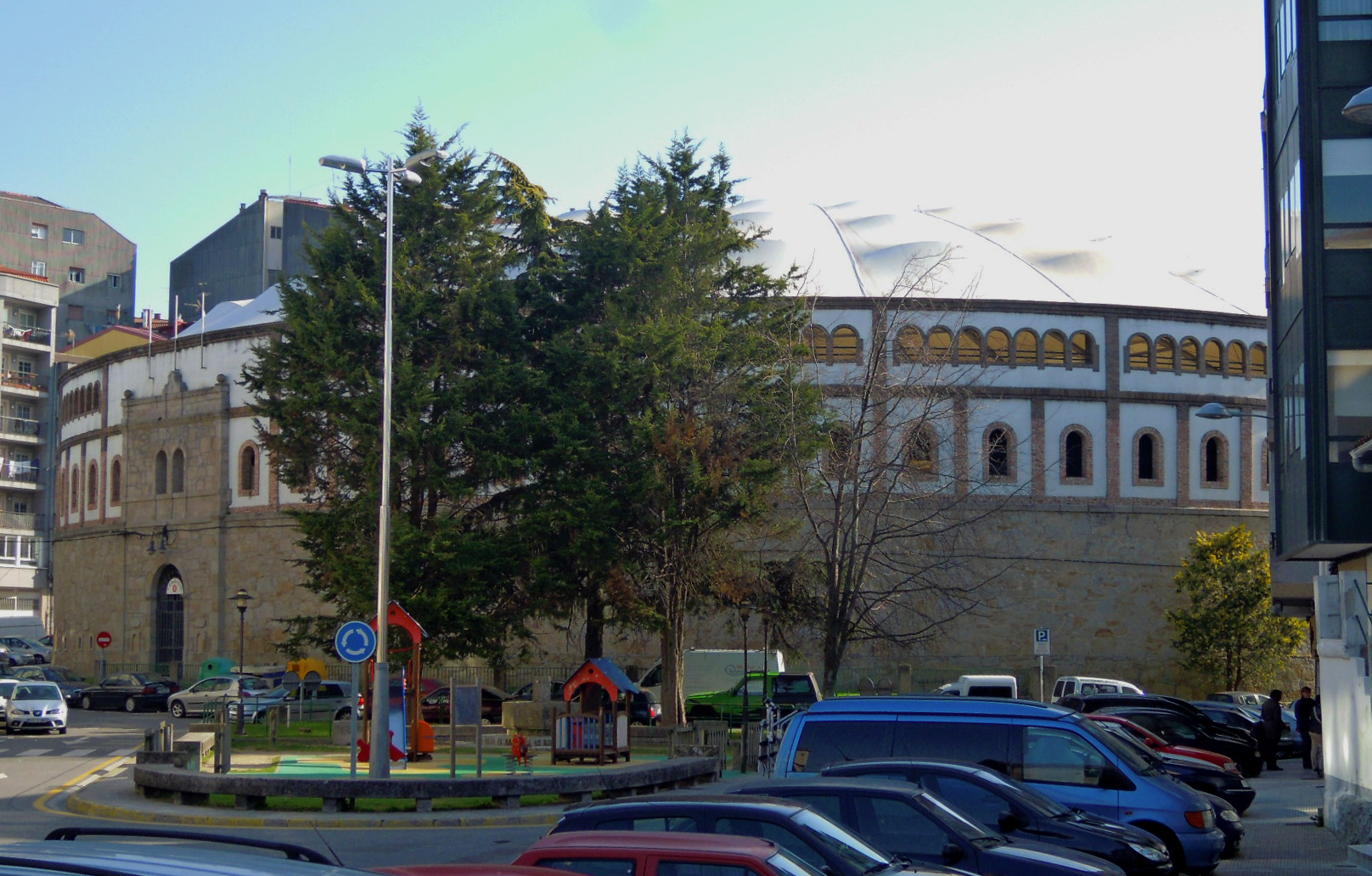
Place Campo da Torre et arènes
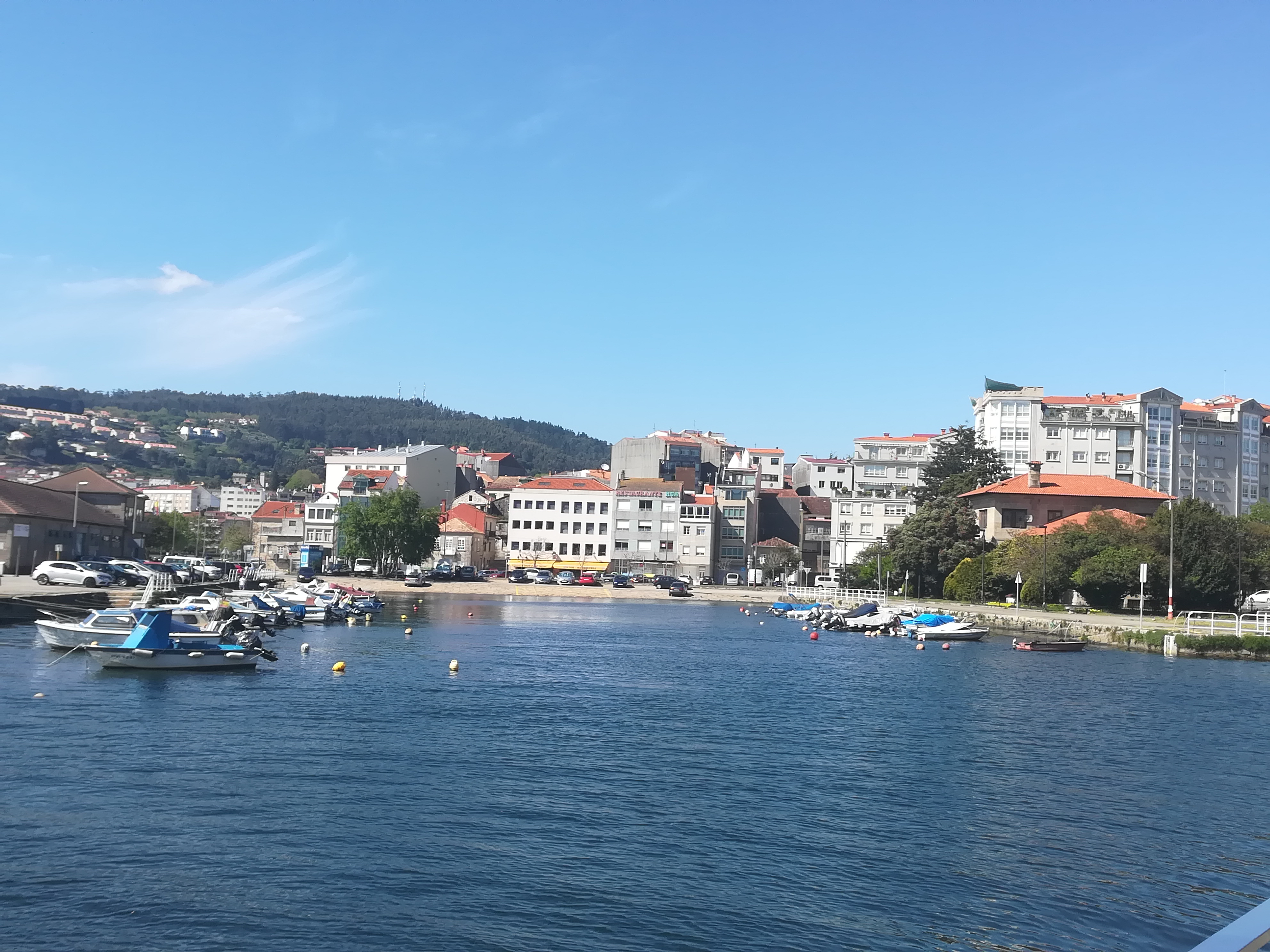
Port de Corvaceiras et place Gremio de Mareantes
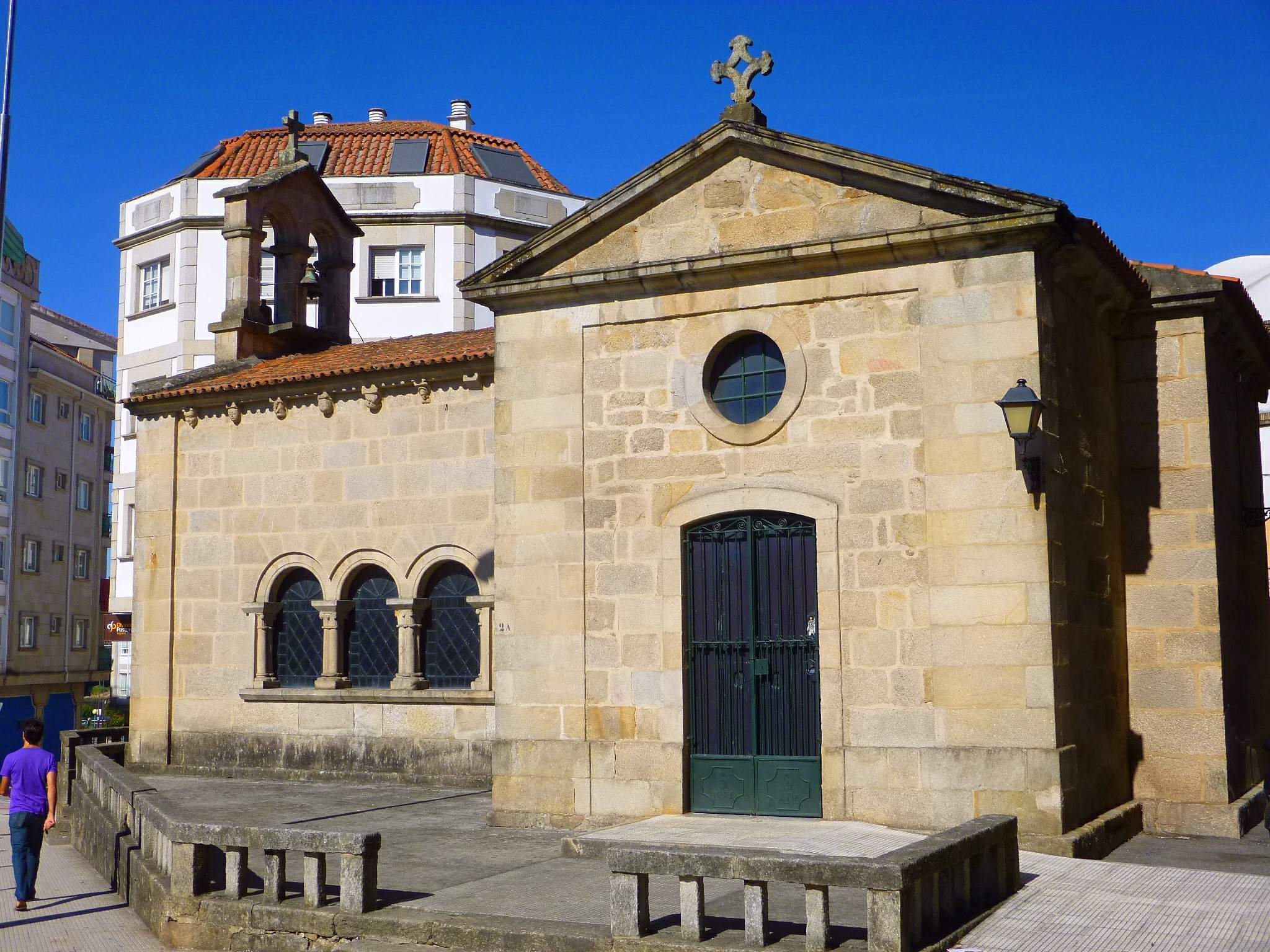
Chapelle Saint-Roch, côté
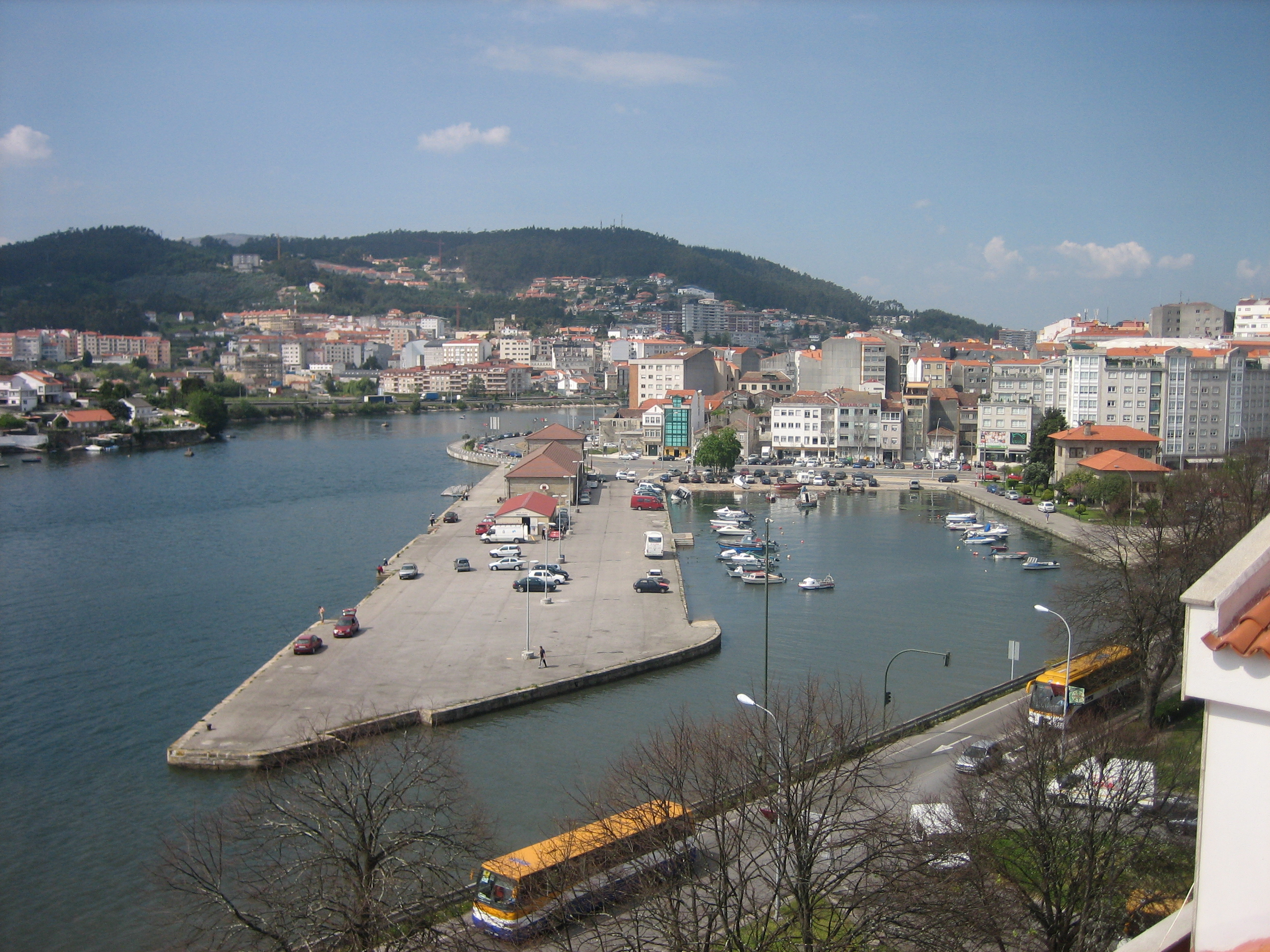
Quai actuel de Corvaceiras
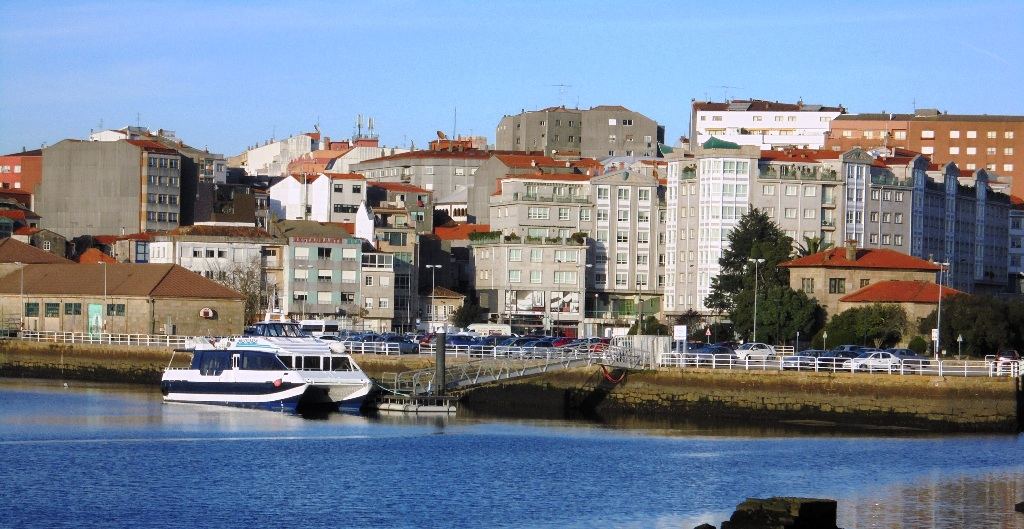
Bâtiment en pierre de la Guilde des marins, à droite
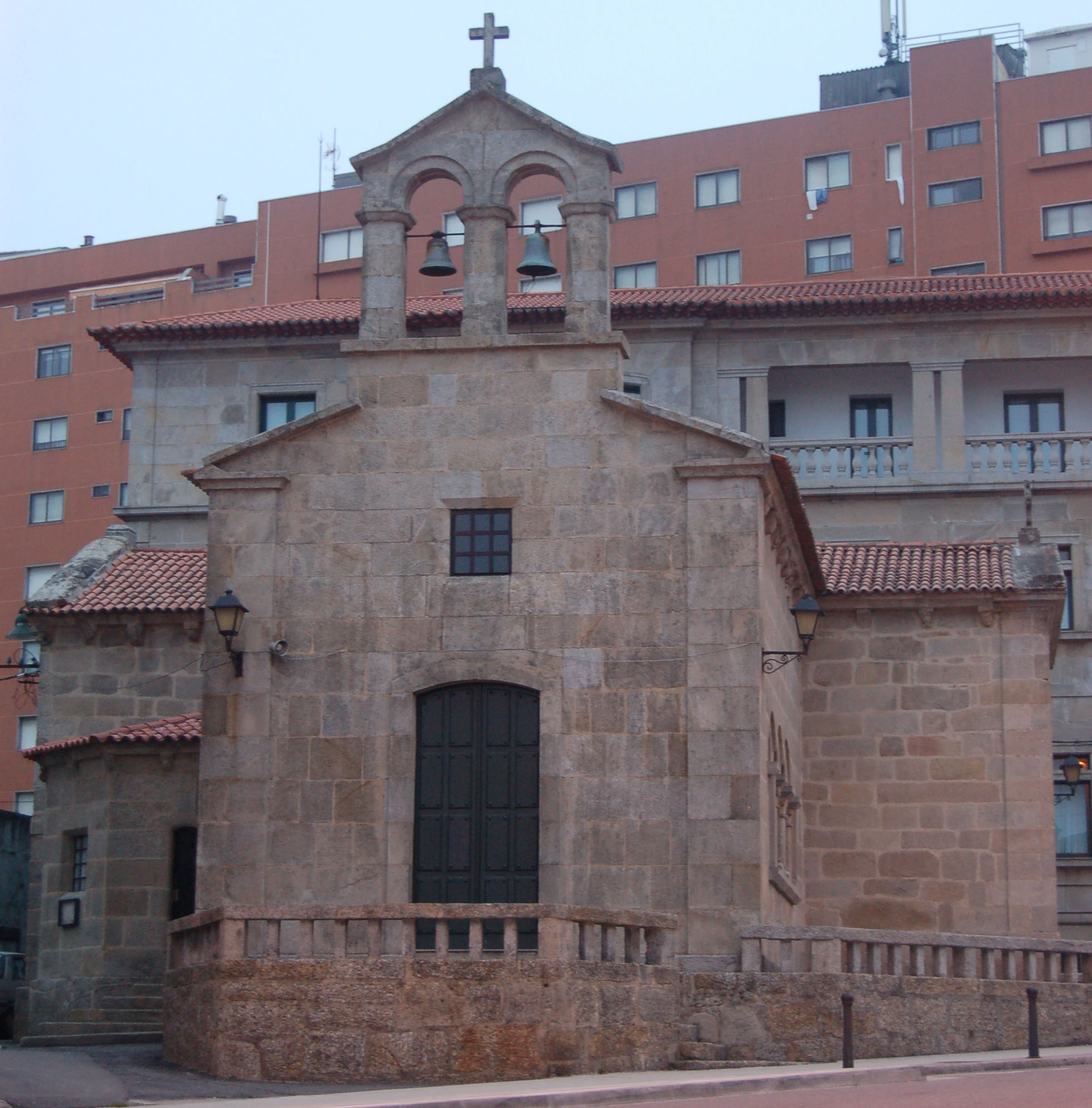
Chapelle Saint-Roch, façade avant
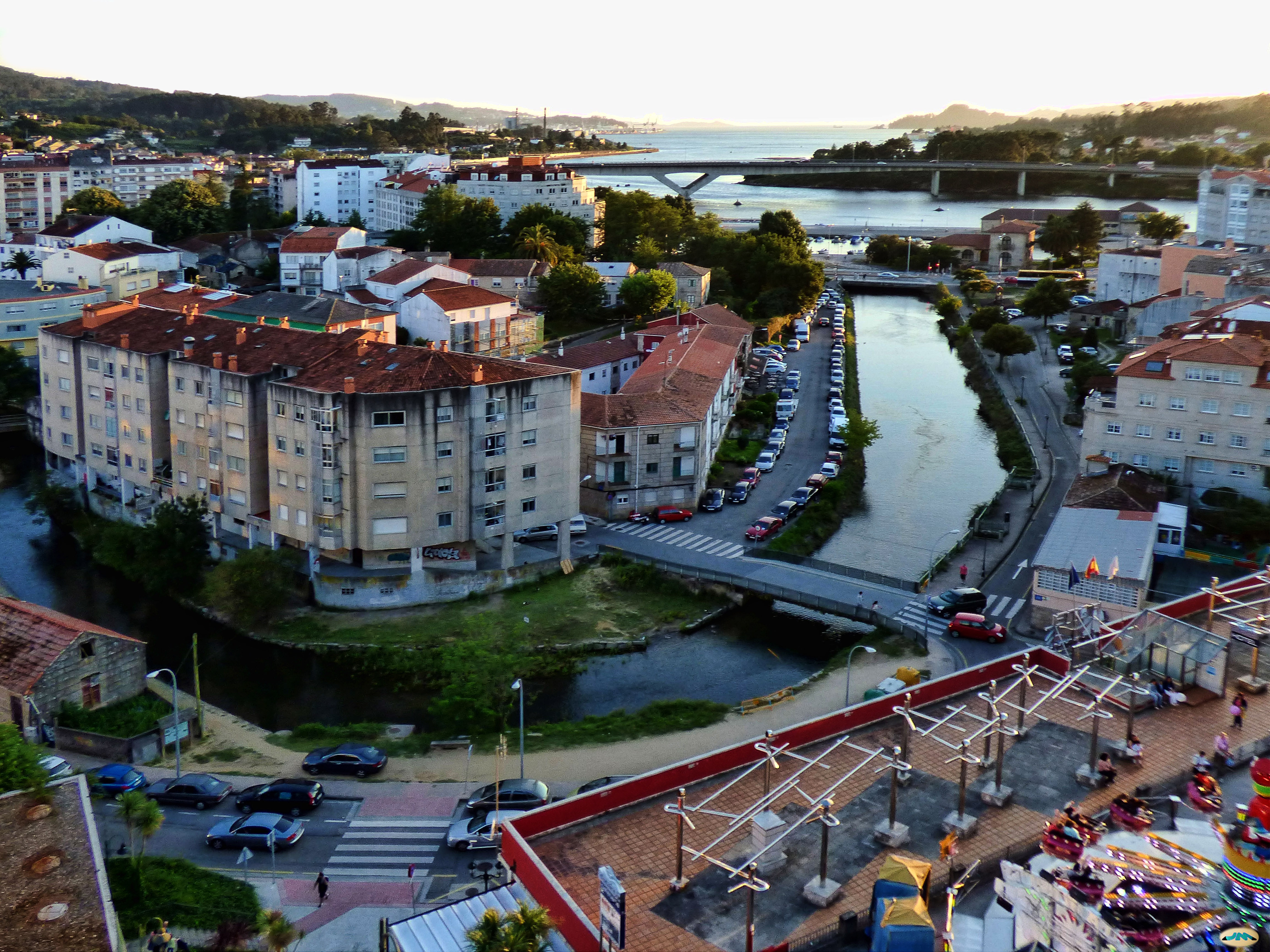
Partie de la Gafos où il y avait de nombreux quais